# 1969 (album d'Achille Lauro)
Pour les articles homonymes, voir 1969 (homonymie).
Albums de Achille Lauro
Pour l'amour
(2019) 1990
(2006)
Singles
1. Rolls Royce
Sortie : 6 février 2019
2. C'est la Vie
Sortie : 29 mars 2019
3. 1969
Sortie : 7 juin 2019
4. Delinquente
Sortie : 7 septembre 2019
5. Me ne frego
Sortie : 5 février 2020
6. 16 marzo
Sortie : 3 avril 2020
7. Bam Bam Twist
Sortie : 18 juin 2020
8. Maleducata
Sortie : 17 septembre 2020

1969 est le cinquième album studio du chanteur auteur-compositeur-interprète italien Achille Lauro, sorti le 12 avril 2019. Selon le magazine Rolling Stone Italie l'album se positionne à la quatrième position des 20 meilleurs albums italiens de 2019.
L'album a été certifié disque de platine en Italie.

## Description
Lauro a voulu rendre hommage à l'année 1969, qu'il considère comme symbolique en raison d'une série d'événements qui se sont déroulés dans le monde: le Rooftop Concert des Beatles, l'arrestation de Jim Morrison pour des actes obscènes dans un lieu public, première implantation d'un cœur artificiel, le mariage de Yoko Ono et John Lennon, le premier alunissage de l'homme, le Woodstock Festival, la sortie des films Fellini Satyricon et Easy Rider, la sortie de l'album Led Zeppelin II de Led Zeppelin, et le millième but inscrit par Pelé.
Lauro est bien connu dans le milieu hip hop pour ses expérimentations musicales dont la dernière était le samba trap. Avec cet album il se détourne du hip hop pour présenter des sonorités pop rock. Il a déclaré  s'être inspiré à des pierres angulaires de la chanson italienne telles que Vasco Rossi, Lucio Battisti et Rino Gaetano,.

## Promotion
L'album a été précédé par la sortie en single de deux de ses chansons, Rolls Royce et C'est la vie . Rolls Royce est la chanson avec laquelle il s'est déjà produit sur la scène du 69e Festival de Sanremo en tant que concurrent où il a terminé à la neuvième place. Lors de la soirée consacrée aux duos, il s'est produit avec le chanteur et musicien italien Morgan,.

## Accueil
De nombreux journaux ont élogié le travail artistique d'Achille Lauro, soulignant son l'élan créatif  considéré  comme un exemple d'innovation musicale. Il intègre aussi des éléments de la musique trap dans des chansons au son rock et à une atmosphère plus mélancolique et plus personnelle.

## Pistes
| No  | Titre                                            | Durée |
| --- | ------------------------------------------------ | ----- |
| 1.  | Rolls Royce (feat. Boss Doms, Frenetik & Orang3) | 2:53  |
| 2.  | C'est la vie                                     | 3:12  |
| 3.  | Cadillac                                         | 2:33  |
| 4.  | Je t'aime                                        | 3:30  |
| 5.  | Zucchero                                         | 3:06  |
| 6.  | 1969                                             | 3:30  |
| 7.  | Roma (feat. Simon P.)                            | 2:43  |
| 8.  | Sexy Ugly                                        | 2:43  |
| 9.  | Delinquente                                      | 2:36  |
| 10. | Scusa                                            | 3:27  |

| 1.  | Maleducata                                               | 2:52 |
| 2.  | Bam Bam Twist (feat. Gow Tribe)                          | 2:54 |
| 3.  | 16 Marzo (feat. Gow Tribe)                               | 3:53 |
| 4.  | Rolls Royce (feat. Boss Doms, Frenetik & Orang3)         | 2.53 |
| 5.  | C'est la vie (feat. Fiorella Mannoia)                    | 3:12 |
| 6.  | Me ne frego                                              | 3:41 |
| 7.  | Cadillac                                                 | 2:33 |
| 8.  | Maledetto Lunedi (Frenetik & Orang3 feat. Achille Lauro) | 4:20 |
| 9.  | Zucchero                                                 | 3:06 |
| 10. | Roma (feat. Simon P.)                                    | 2:43 |
| 11. | 1969                                                     | 3:30 |
| 12. | Je t'aime (feat. Coez)                                   | 3:30 |
| 13. | Sexy Ugly                                                | 2:43 |
| 14. | Delinquente                                              | 2:36 |
| 15. | Scusa                                                    | 3:27 |
| 16. | C'est la vie                                             | 3:13 |

## Crédits
- Lauro De Marinis - chant
- Edoardo Manozzi - guitare acoustique (pistes 3, 6, 9), guitare électrique (pistes 1, 3, 5, 6, 7, 8, 9), synthétiseurs (piste 3), piano (piste 5)
- Daniele Dezi - guitare acoustique (pistes 1, 4), guitare électrique (pistes 1, 4)
- Alessandro Lorenzoni - pistes de guitare électrique (1, 3)
- Andrea Torresani - basse électrique (pistes 1, 3, 6, 7, 9)
- Andrea Polidori - batterie (pistes 1, 3, 6, 9)
- Fabrizio Ferraguzzo - batterie (piste 2), guitare acoustique (pistes 2, 5), guitare électrique (pistes 2, 5, 6)
- Enrico Brun - synthétiseurs (pistes 2, 5, 6, 7, 9, 10), cordes (pistes 2, 5), piano (pistes 7, 10)
- Mattia Tedesco - guitare acoustique (piste 6), guitare électrique (pistes 6, 9)
- Simon Pietro Manzari - voix supplémentaire (piste 7)
- Enrico Melozzi - violoncelle (piste 10)
- Leila Shirvani - violoncelle (piste 10)

## Classement hebdomadaire
| Classement (2020) | Meilleure Position |
| ----------------- | ------------------ |
| Italie            | 3                  |

| Classement (2020) | Meilleure Position |
| ----------------- | ------------------ |
| Italie            | 28                 |